# Bad Bunny
Bad Bunny (numele de scenă al lui Benito Antonio Martínez Ocasio; n. 10 martie 1994, San Juan, Puerto Rico) este un rapper, cântăreț, producător muzical, actor și wrestler profesionist portorican.